# Burg Alt-Ringenberg
Die Burg Alt-Ringenberg ist eine abgegangene hochmittelalterliche Höhenburg unmittelbar östlich des Weilers Altringenberg, eines heutigen Ortsteils der Gemeinde Gestratz im Landkreis Lindau (Bodensee) in Bayern.
Die Burg wurde von den Herren von Ringenberg erbaut und um 1230 aufgegeben. 1910 wurden die letzten Reste abgebrochen.
Die Burgstelle ist als Bodendenkmal (D-7-8326-0011) gelistet.
Von der ehemaligen Burganlage zeugt heute noch ein Gedenkstein von 1935 (D-7-76-112-16).	